# エニセイ (ロケット)
エニセイ (ロシア語: Енисей、英語: Yenisei) は、ロシアで計画中の超大型ロケット。

## 概要
70トンを低軌道に投入する能力を有する予定。ソユーズ5やアンガラロケットから主要なコンポーネントを流用する予定。
2028年にボストチヌイ宇宙基地から打ち上げ予定で開発が進められる。